# Mercurino di Gattinara
Mercurino Arborio di Gattinara (kasteel Arborio bij Vercelli, 10 juni 1465 - Innsbruck, 5 juni 1530 ) was een Italiaans humanist, jurist en staatsman. Hij speelde een grote rol bij het regentschap van Margaretha van Oostenrijk en in de regering van keizer Karel V. In 1529 werd hij door de paus verheven tot kardinaal.

## Jurist in Savoye en de Franche-Comté
Gattinara behoorde tot de adellijke familie van de markiezen van Gattinara. Hij trouwde met Andreotta Avocado, die zijn studie rechtsgeleerdheid aan de universiteit van Turijn financieel mogelijk maakte. Na afloop daarvan werkte hij als advocaat in het hertogdom Savoye.
De politieke carrière van Gattinara begon toen hij juridisch adviseur werd van hertog Filibert II van Savoye. Als zodanig werkte hij sinds 1501 ook voor de tweede vrouw van de hertog, Margaretha van Oostenrijk. Na het overlijden van haar man in 1504, ging Gattinara met Margaretha mee naar de Nederlanden, waar zij in 1507 landvoogd zou worden namens haar vader keizer Maximiliaan I.
Gattinara zorgde in die jaren voor het beheer van Margareta's weduwengoed, het graafschap Bresse in het Franche-Comté. In de hoofdstad Dole werd hij in 1508 president van het gerechtshof. Ondertussen werd hij door Margaretha en Maximiliaan ook ingezet als ambassadeur aan de hoven van Spanje en Frankrijk en alszodanig werkte hij mee aan de Liga van Kamerijk van 1508.
In 1511 leed Gattinara een nederlaag in de jarenlange strijd met de adel van de Franche Comté. Als gevolg daarvan moest hij al zijn ambten opgeven. Wellicht was dit mede een reden voor zijn afkeer van de adel en zijn voorkeur voor een krachtige monarchie, zoals hij die later voor Karel V zou bepleiten.

## Grootkanselier van Karel V

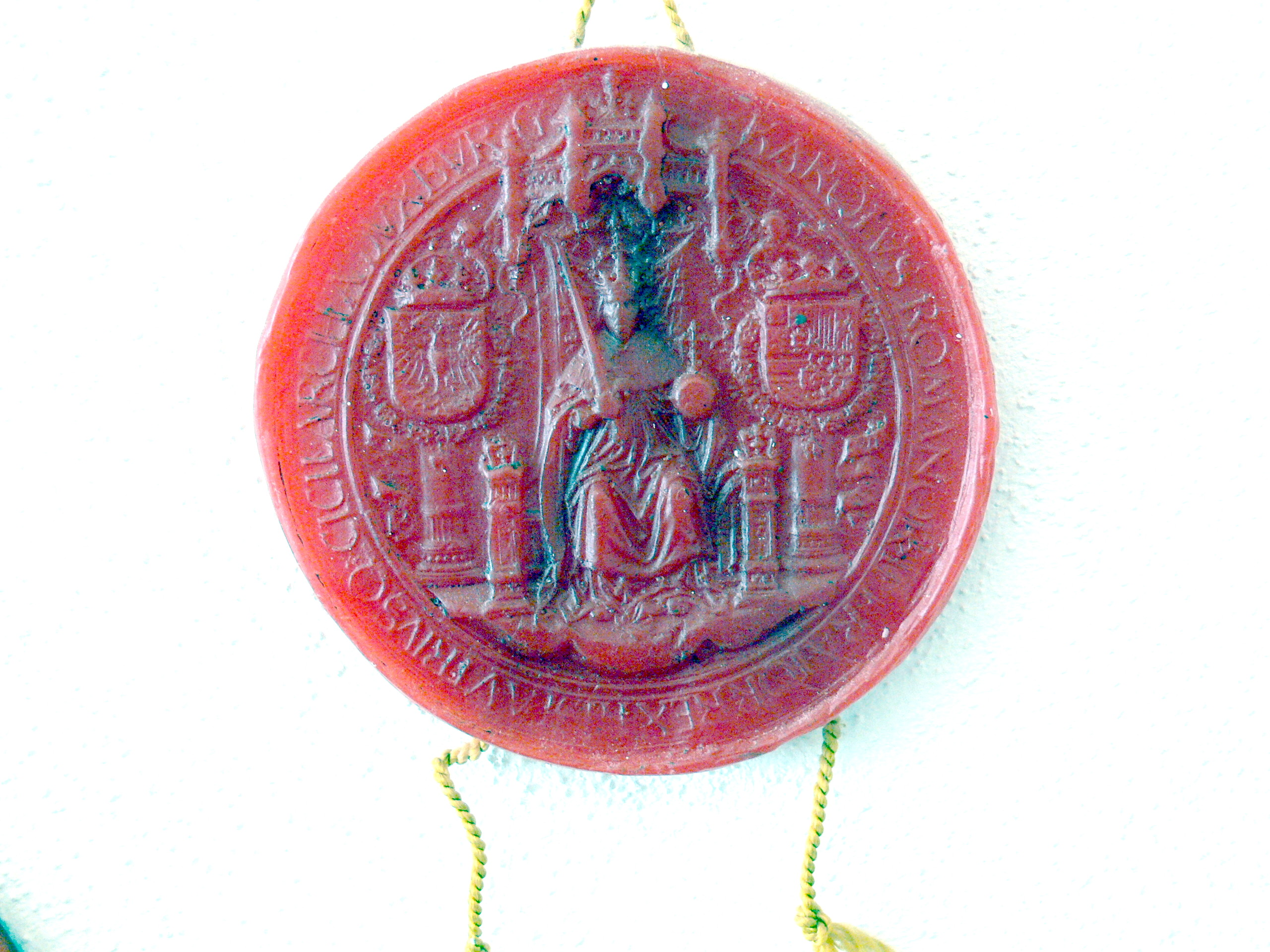
Afdruk van het grootzegel van Karel V, dat bij Gattinara als grootkanselier in bewaring was

Na het overlijden van Karels opvoeder Willem II van Croÿ, heer van Chièvres, werd Gattinara een van diens belangrijkste raadsheren. Vlak voor Karel de Nederlanden verliet, in augustus 1517, trok Gattinara zich gedurende zeven maanden terug in het kartuizerklooster Scheut om een gelofte te vervullen. Na het overlijden van grootkanselier Jean le Sauvage in 1518 werd Gattinara benoemd tot diens opvolger met de titel "grootkanselier aller rijken en landen" van Karel V.
Bij Karel V kwam de universele volkenrechtelijke autoriteit van het Rooms-Duitse keizerschap samen met de eveneens universele ridderlijke aspiraties vanuit de Bourgondische traditie en zijn inmiddels daadwerkelijk wereldomspannende Spaanse rijk.
Gattinara voegde al deze elementen samen in de theorie van de Monarchia Universalis. Aanhakend bij de keizerlijke taak tot het handhaven van vrede en gerechtigheid, baseerde hij zich daarbij vooral op de politieke theorieën van zijn 14e-eeuwse Italiaanse landgenoten Bartolus de Saxoferrato en Dante Alighieri.
Gattinara liet het echter niet bij een politieke theorie, maar kwam ook met heel concrete plannen voor hoe de keizerlijke regering in de praktijk vormgegeven zou moeten worden. Voor zichzelf zag hij daarbij een rol weggelegd als leider van centraal keizerlijk bestuursapparaat, dat rechtstreeks bevoegd zou zijn voor alle aangelegenheden van al Karels gebieden. Zelfs had hij daarvoor één uniform munt- en rechtsstelsel in gedachten. Topfiguren uit de Spaanse regering zagen dit centralistische concept van Gattinara echter niet zitten en ook Karel zelf vreesde dat hij hierdoor al te afhankelijk zou worden van zijn oude grootkanselier.

## Overlijden en opvolging
Gattinara zag vlak voor zijn overlijden een langgekoesterde wens in vervulling zien gaan, toen Karel V op 24 februari van dat jaar in Bologna tot keizer werd gekroond door paus Clemens VII. Zelf was hij een jaar eerder tot kardinaal verheven.
Na het overlijden van Gattinara benoemde Karel V geen nieuwe grootkanselier meer, maar stuurde hij zijn verschillende rijken persoonlijk aan met behulp van een kleine flexibele staf. Nicolas Perrenot de Granvelle volgde Gattinara formeel alleen als grootzegelbewaarder op, maar zou in de praktijk als Karels eerste minister fungeren.